# Eugénio de Andrade

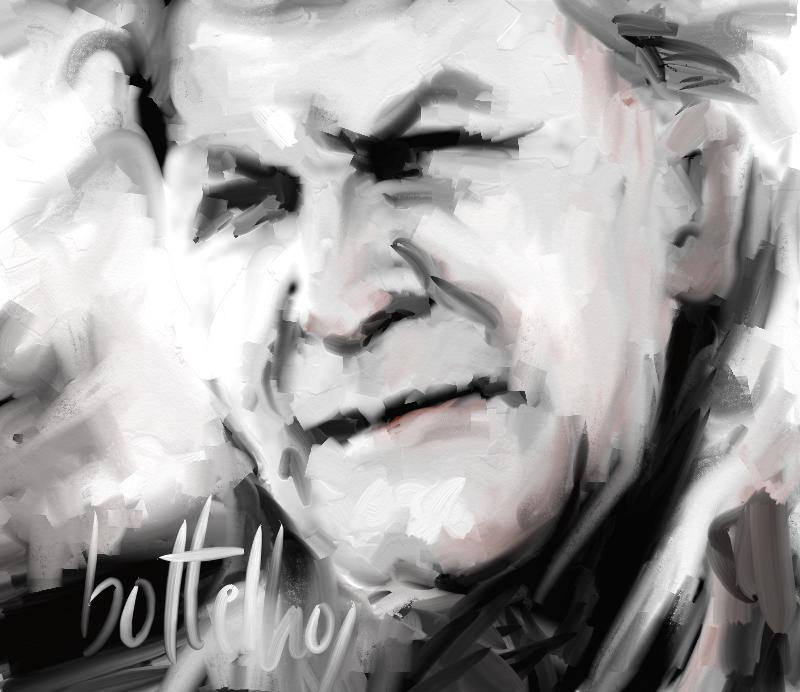
Eugénio de Andrade (gezeichnet)

Eugénio de Andrade, eigentlich José Fontinhas (* 19. Januar 1923 in Póvoa de Atalaia; † 13. Juni 2005 in Porto) war ein bedeutender portugiesischer Lyriker.
Während er in den 1930er Jahren in Lissabon lebte, begann er Gedichte zu schreiben und veröffentlichte 1942 einen ersten Gedichtband, den er später jedoch verwarf. Das Buch As Mãos e os Frutos brachte ihm 1946 den Durchbruch. Seither veröffentlichte er weitere Gedichtbände, Prosa und Übersetzungen von Federico García Lorca. Ab 1950 lebte er als Beamter in Porto.
2001 wurde ihm der höchste Literaturpreis des portugiesischen Sprachraums, der Prémio Camões, verliehen.